# Maanamaania
Maanamaania – koncertowy album zespołu Maanam wydany w 1993 roku nakładem wytwórni Kamiling Co. Na rynku było dostępne wydanie jednokasetowe, dwukasetowe (premiera w kwietniu) i trzykasetowe z nagraniami z klubu „Remont” w Warszawie i Illinois w Chicago (premiera w lipcu). Koncert w Illinois nagrywany był w dniach 6–8 listopada 1992, natomiast koncert w Warszawie, 7 lutego 1993.

## Lista utworów

### Wydanie jednokasetowe z kwietnia
strona A
1. „Ta noc do innych jest niepodobna” – 5:29
2. „Cykady na Cykladach” – 2:36
3. „Raz-dwa, raz-dwa” – 1:40
4. „Eksplozja” – 5:35
5. „W ciszy nawet kamień rośnie” – 4:42

strona B
1. „Wołam Cię” – 3:19
2. „Złote tango, złoty deszcz” – 3:54
3. „Wyjątkowo zimny maj” – 3:46
4. „Kocham Cię, kochanie moje” – 6:20
5. „To tylko tango” – 3:10

### Kaseta 1
strona A
1. „Ta noc do innych jest niepodobna” – 5:29
2. „Cykady na Cykladach” – 2:36
3. „Nie bój się, nie bój się” – 3:02
4. „Żądza pieniądza” – 6:29
5. „Raz-dwa, raz-dwa” – 1:40

strona B
1. „Eksplozja” – 5:35
2. „Samotność mieszka w pustych oknach” – 3:14
3. „Derwisz” – 3:34
4. „Co znaczą te słowa” – 3:19
5. „Złote tango, złoty deszcz” – 3:54

### Kaseta 2
strona A
1. „Kreon (Recytatywa)” – 0:59
2. „Sie ściemnia” – 5:58
3. „Krakowski spleen” – 3:57
4. „Wyjątkowo zimny maj” – 3:46
5. „O!” – 3:41

strona B
1. „W ciszy nawet kamień rośnie” – 4:42
2. „Kocham Cię, kochanie moje” – 6:20
3. „To tylko tango” – 3:17
4. „Boskie Buenos” – 3:43

### Kaseta 1 (koncert wWarszawie)
strona A

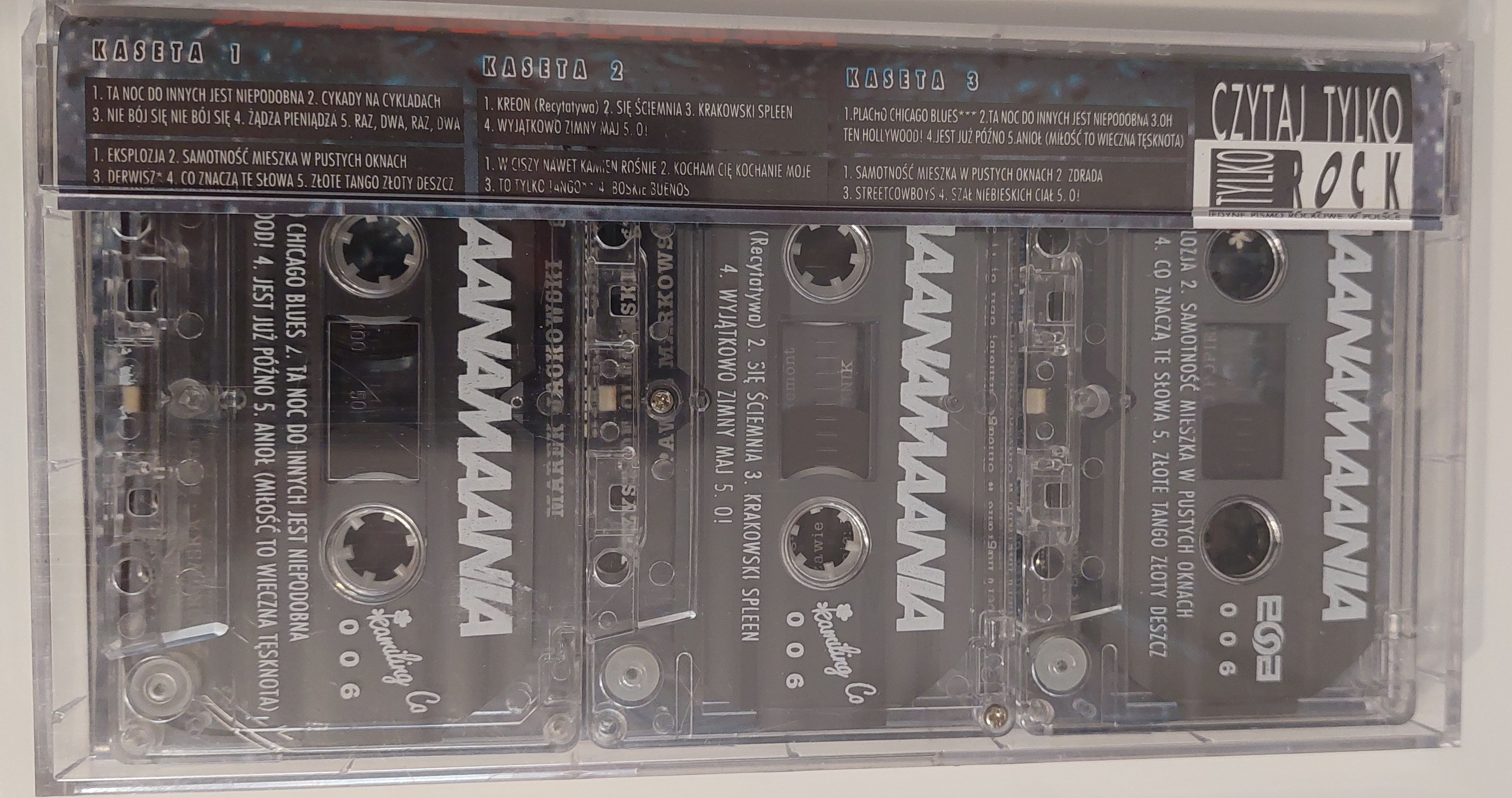
Wydanie 3-kasetowe

1. „Ta noc do innych jest niepodobna” – 5:29
2. „Cykady na Cykladach” – 2:36
3. „Nie bój się, nie bój się” – 3:02
4. „Żądza pieniądza” – 6:29
5. „Raz-dwa, raz-dwa” – 1:40

strona B
1. „Eksplozja” – 5:35
2. „Samotność mieszka w pustych oknach” – 3:14
3. „Derwisz” – 3:34
4. „Co znaczą te słowa” – 3:19
5. „Złote tango, złoty deszcz” – 3:54

### Kaseta 2
strona A
1. „Kreon (Recytatywa)” – 0:59
2. „Sie ściemnia” – 5:58
3. „Krakowski spleen” – 3:57
4. „Wyjątkowo zimny maj” – 3:46
5. „O!” – 3:41

strona B
1. „W ciszy nawet kamień rośnie” – 4:42
2. „Kocham Cię, kochanie moje” – 6:20
3. „To tylko tango” – 3:17
4. „Boskie Buenos” – 3:43

### Kaseta 3 (koncert wChicago)
strona A
1. „Placho Chicago Blues” – 3:21
2. „Ta noc do innych jest niepodobna” – 5:28
3. „Och, ten Hollywood” – 3:15
4. „Jest już późno, piszę bzdury” – 4:11
5. „Anioł” – 4:20

strona B
1. „Samotność mieszka w pustych oknach” – 2:49
2. „Zdrada” – 3:30
3. „Street Cowboys” – 4:30
4. „Szał niebieskich ciał” – 6:41
5. „O!” – 3:56

### Płyta CD
1. „Ta noc do innych jest niepodobna” – 5:29
2. „Cykady na Cykladach” – 2:36
3. „Nie bój się, nie bój się” – 3:02
4. „Żądza pieniądza” – 6:29
5. „Raz-dwa, raz-dwa” – 1:40
6. „Eksplozja” – 5:35
7. „Samotność mieszka w pustych oknach” – 3:14
8. „Derwisz” – 3:34
9. „Co znaczą te słowa” – 3:19
10. „Złote tango, złoty deszcz” – 3:54
11. „Kreon (Recytatywa)” – 0:59
12. „Sie ściemnia” – 5:58
13. „Krakowski spleen” – 3:57
14. „Wyjątkowo zimny maj” – 3:46
15. „O!” – 3:41
16. „W ciszy nawet kamień rośnie” – 4:42
17. „Kocham Cię, kochanie moje” – 6:20
18. „To tylko tango” – 3:17
19. „Boskie Buenos” – 3:43

## Skład
- Kora – śpiew, tamburyn
- Marek Jackowski – gitara, śpiew
- Ryszard Olesiński – gitara
- Krzysztof Olesiński – gitara basowa
- Paweł Markowski – perkusja

## Produkcja
- Andrzej Georgijew – zdjęcia
- Witold Popiel – projekt graficzny
- Kamiling Co. – managment
- Mateusz Labuda – tour manager